# Крассовский, Каетан Никодимович
Каетан Никодимович Крассовский (ок. 1790 — после 1835) — педагог, доктор философии, адъюнкт Виленского университета.
Учился в Виленской гимназии и в Виленском университете. В 1812 году был назначен учителем физики Виленской гимназии.
С 1814 года состоял при физическом кабинете Виленского университета; в 1815—1819 годах преподавал в университете физику и рациональную топографию. С 1818 года — адъюнкт университета, с 1819 по 1823 годы читал основы земледелия.
В 1823 году был назначен директором Виленской гимназии и исполнял эту должность до 1835 года. После этого сведений о нём нет.
В числе его сочинений:
- O nawozach, czyli o poprawieniu roli przez nawozy. — Wilno 1820
- Ogrodnictwo kròtko zebrane. — Wilno, 1821 (2-е изд. — 1823)
- Sposob stawiania budowli gospodarskich z wrzosu ì gliny. — Wilno, 1834 (2-е изд. — 1839)